# Иран на зимних Олимпийских играх 2014
Иран принимал участие в зимних Олимпийских играх 2014 года, которые проходили в Сочи с 7 по 23 февраля. Сборная Ирана была представлена пятью спортсменами в двух видах спорта. Это самая большая олимпийская команда Ирана за всю историю его участия в зимней Олимпиаде.

## Состав и результаты олимпийской сборной Ирана

### Горнолыжный спорт
Спортсменов — 3
В соответствии с квотами FIS, опубликованными 20 января 2014, Иран квалифицировал на Олимпиаду трёх атлетов.
Мужчины
| Соревнование      | Спортсмены               | 1 спуск | 1 спуск | 2 спуск | 2 спуск | Всего   | Место |
| Соревнование      | Спортсмены               | Время   | Место   | Время   | Место   | Всего   | Место |
| ----------------- | ------------------------ | ------- | ------- | ------- | ------- | ------- | ----- |
| Гигантский слалом | Мохаммад Кийадарбандсари | 1:30,12 | 56      | 1:32,01 | 52      | 3:02,13 | 51    |
| Гигантский слалом | Хосейн Саве-Шемшаки      | 1:32,35 | 62      | 1:32,87 | 55      | 3:05,22 | 55    |
| Слалом            | Мохаммад Кийадарбандсари | 55.09   | 55      | 1:03.78 | 29      | 1:58.87 | 30    |
| Слалом            | Хосейн Саве-Шемшаки      | 55.46   | 57      | 1:03.90 | 30      | 1:59.36 | 31    |

Женщины
| Соревнование | Спортсмены   | 1 спуск | 1 спуск | 2 спуск | 2 спуск | Всего   | Место |
| Соревнование | Спортсмены   | Время   | Место   | Время   | Место   | Всего   | Место |
| ------------ | ------------ | ------- | ------- | ------- | ------- | ------- | ----- |
| Слалом       | Форуг Аббаси | 1:26.71 | 60      | 1:08.98 | 46      | 2:35.69 | 48    |

### Лыжные гонки
Спортсменов — 2
В соответствии с квотами FIS, опубликованными 20 января 2014, Иран квалифицировал на Олимпиаду двух атлетов, в том числе впервые спортсменку-лыжницу.
Мужчины
Дистанционные гонки
| Соревнование              | Спортсмены  | Результат | Место |
| ------------------------- | ----------- | --------- | ----- |
| 15 км классическим стилем | Саттар Сейд | 47:16,1   | 79    |

Женщины
Дистанционные гонки
| Соревнование              | Спортсмены          | Результат | Место |
| ------------------------- | ------------------- | --------- | ----- |
| 10 км классическим стилем | Фарзане Резасолтани | 42:31,3   | 73    |